# 185633 Rainbach
185633 Rainbach este un asteroid din centura principală de asteroizi.

## Descriere
185633 Rainbach este un asteroid din centura principală de asteroizi. A fost descoperit pe 24 februarie 2008 la Gaisberg de Richard Gierlinger. Asteroidul prezintă o orbită caracterizată de o semiaxă mare de 2,40 ua, o excentricitate de 0,04 și o înclinație de 9,6° în raport cu ecliptica.